# Franz-Heinrich-Ulrich-Haus
Das Franz-Heinrich-Ulrich-Haus war das Schulungszentrum der Deutschen Bank in Kronberg im Taunus (Adresse: Oberer Aufstieg 22). Namensgeber war der frühere Vorstandssprecher der Deutschen Bank Franz Heinrich Ulrich. 1988 verübten Unterstützer der linksradikalen Terrororganisation Action Directe einen Brandanschlag auf die Anlage, bei dem Schäden in Millionenhöhe entstanden.

## Hintergrund und Bau des Schulungszentrums
In den 1960er und 1970er Jahren errichteten die Frankfurter Großbanken im Taunus Schulungszentren, um nahe der Bankenstadt Frankfurt am Main aber doch ungestört im Grünen, die Mitarbeiter aus- und weiterbilden zu können. Die Commerzbank schuf das "Collegium Glashütten" in Oberems, die Dresdner Bank ein Schulungszentrum in Königstein im Taunus und die Gewerkschaftsbank Bank für Gemeinwirtschaft in Oberursel. Die Deutsche Bank errichtet ihr Schulungszentrum in Kronberg.
Das 75.000 m² große Grundstück, das die Bank in Kronberg erwarb, war eigentlich seit 1930 als Sanatoriumsgelände ausgewiesen. Es fand sich aber weder ein Investor in dieser Branche noch verfügte die Stadt über die Mittel das Gelände zu erwerben. So kam die Deutsche Bank zum Zuge und veranstaltete 1969 einen Gestaltungswettbewerb. Gewinner des Wettbewerbs war die Planungsgemeinschaft Professor Tritthart und R. Lienenkämper. Kern des Siegerentwurfs war die Eingliederung in die Natur: Kein Gebäude sollte die Baumwipfelhöhe überschreiten.
Die Deutsche Bank erbaute das Schulungszentrum für 20 Millionen DM (in heutiger Kaufkraft: 34 Millionen Euro). Das Gelände musste völlig neu erschlossen werden. So mussten zwei Hochbehälter für die Wasserversorgung und eine Kabelverbindung für die Rechner geschaffen werden. 1974 erfolgte die Eröffnung des Schulungszentrums.

## Brandanschlag
Am Faschingsdienstag 1988 verübten morgens kurz vor 6 Uhr mehrere vermummte Terroristen einen Brandanschlag auf die Anlage. Sie schnitten ein Loch in den Maschendrahtzaun, schlugen die Scheiben des Kasinos ein und steckten es in Brand, indem sie zwei Benzinflaschen hinein warfen und eine brennende Gaskartuschen-Lötlampe hinterher warfen.
Durch das Feuer wurde das Kasino und das zentrale Verwaltungsgebäude völlig zerstört. Die etwa 80 Seminarteilnehmer übernachteten in den getrennten Wohngebäuden und waren nicht in Gefahr. Der Portier des Hauptgebäudes wurde von den Flammen eingeschlossen, konnte aber von der Feuerwehr gerettet werden. Er und ein Polizeibeamter, der ihn gesucht hatte, wurden mit schweren Rauchvergiftungen ins Krankenhaus gebracht.
Nach einem stundenlangen Feuerwehreinsatz, bei dem 146 Feuerwehrleute im Einsatz waren, gelang es, das Feuer zu löschen. Kasino und Verwaltungsgebäude waren vollständig zerstört. Es entstand ein Sachschaden in Millionenhöhe. Die zerstörten Gebäude wurden wieder aufgebaut und 1990 neu eröffnet.
Gleichzeitig mit den Löscharbeiten begann eine Großfahndung der Polizei unter Einsatz von Hubschraubern mit Suchscheinwerfern und Suchhunden. Auf dem vereisten Boden konnten jedoch keine Spuren gefunden werden.
Ein Bekennerschreiben ging bei der Frankfurter Rundschau, der FAZ und der dpa ein.
Die Täter wurden nie gefasst. Wenige Tage später, am 1. März 1988 wurde der Brandanschlag in Rosbach mit völlig identischer Vorgehensweise gegen die Firma Renault-Landmaschinen verübt. Auch hier wurde ein Loch in den Zaun geschnitten, Benzinflaschen geworfen und mit Gaskartuschen-Lötlampe angezündet. Und auch hier wurde ein Bekennerschreiben mit analogem Inhalt verschickt. Drei Täter in Rosbach wurden verhaftet und zu fünf bzw. sechs Jahren Gefängnis verurteilt. Die Staatsanwaltschaft konnte keine Indizien finden, die einen Zusammenhang mit dem Anschlag in Kronberg belegt hätten, die für eine Anklage ausgereicht hätten.

## Schließung
Pro Jahr wurden in den 1980er Jahren 3.200 Seminarteilnehmer registriert, die 14.500 Übernachtungen in den 150 Gästezimmern tätigten. Daneben bestanden 40 Seminar- oder Gruppenräume, Kasino, Schwimmbad, Solarium und Sauna.
Die damit verbundenen Kosten waren aus Sicht der Deutschen Bank betriebswirtschaftlich nicht mehr sinnvoll. Das Schulungszentrum wurde daher 2006 geschlossen und die Schulungen werden in anderen Schulungshotels vorgenommen.
Die Bank versuchte vergebens einen Käufer zu finden, so dass die Anlage in Folge jahrelang leer stand. Ab Dezember 2015 wurde sie für kurze Zeit als Außenstelle der Erstaufnahmeeinrichtung des Landes Hessen für die Unterbringung von Flüchtlingen genutzt. Im Jahr 2021 verkaufte die Deutsche Bank das Areal an einen Investor. Die Kronberger Stadtverordnetenversammlung beschloss allerdings schon vor Jahren einen Abriss und Wiederaufforstung der gesamten Anlage und hat diese Absicht in den Regionalen Flächennutzungsplan eintragen lassen, sodass eine wirtschaftliche Nutzung des Areals etwa als Wohngebiet derzeit nicht möglich ist.